# ژاردیم (ماتو گروسو دو سول)
ژاردیم (به پرتغالی: Jardim) یک منطقهٔ مسکونی در برزیل است که در ماتوگروسو جنوبی واقع شده‌است. ژاردیم ۲٫۲۰۱٫۷۲۵ کیلومتر مربع مساحت و ۲۶٬۲۳۸ نفر جمعیت دارد و ۲۵۹ متر بالاتر از سطح دریا واقع شده‌است.